# 250 kg minbomb m/40
250 kg minbomb m/40, kort 250 kg mb m/40, var en svensk flygbomb från tidigt 1940-tal som var utformad som en ren minbomb. Det vill säga att bombens verkan (skadan) ska göras av själva tryckvågen från explosionen och inte splittret från bombens hölje vid brisad. Den var försedd med ett centralrör (tändrör som sitter i mitten av ammunitionen) som gjorde att bomben hann borra ner sig en bit i marken innan den briserar. Centralröret kunde även ställas in med olika fördröjningstider som gjorde att bomben kunde slå sig in en bra bit i byggnader eller skepp innan brisad.

## Historia
Bomben gjordes först som en modifierad 250 kg minbomb m/37. När andra världskriget började behövde man göra tillverkningen av flygbomber billigare. Ett sätt var att byta ut det dyra trotylet mot billigare nitrolit, vilket hade gjorts i 250 kg minbomb m/37B, men man försökte även göra konstruktionen billigare och snabbare att producera. Detta ledde till att man gjorde en ny enklare design baserad på 250 kg minbomb m/37B.
I modifieringen bytte man ut m/37B:s snedställda vingar mot rakställda sådana som då var mycket enklare att montera på bomben och inte krävde några komplicerade uträkningar gällande vinklar. Man tog även bort en intern motvikt för bomböglorna då denna ansågs ej påverka bombens träffsäkerhet samt att detta tillät mer explosiv fyllning.
Bomben fastställdes 1940 och fick beteckningen 250 kg minbomb m/40. Den kom att användas på flera olika flygplan inom det svenska flygvapnet men kom aldrig att fällas i strid. Den kom att agera huvudtyp inom 250 kg-klassen fram till 1950 då den blev ersatt av 250 kg minbomb m/50 som då var en modifierad 250 kg minbomb m/40. Bomben exporterades aldrig och kom efter cirka 17 år att tas ur bruk för gott. Dess sista officiella bärare var T 18B och denna togs ur tjänst 1957. Bomben kunde teoretiskt bäras av A 32 Lansen men nämns inte i någon manual för planet.

## Konstruktion
Bomben är av svetsad konstruktion och består av 4 huvuddelar, spets, liv, stjärtkon och vingar. Spetsen är gjuten och försedd med ett gängat hål för en ögla eller täppskruv. Öglan användes för lättare hantering av bomben.
Livet består att en stor stålcylinder med cirka 8 mm tjocka väggar. På livet finns ytterligare fem gängade hål. Tre är till för bomböglor som används för upphängning av bomben medan resterande två är tappfästen för styrtappar. Styrtappar används då bomben ska fällas med bombgaffel då dessa kopplar bomben till gaffeln.
Stjärtkonen består av en avsmalnande cylinder med något mindre tjocka väggar jämfört med livet. På stjärtkonen sitter även vingarna som då är rakställda. Vingarna stabiliseras av en ring av rörkonstruktion för att inte skadas lika lätt vid potentiell påfrestning.
Bomben hade ett centralrör som satt mellan väggarna i livet. Bomben kunde ha två typer av centralrör, centralrör m/41 eller m/40. Funktionellt är tändrören desamma då de båda kan få bomben att brisera ögonblickligen vid anslag eller efter fördröjning. De skiljer sig enbart mekaniskt.

## Varianter
250 kg minbomb m/40 har två varianter, en skarp variant och en blind variant.
Varianter med full beteckning.
- 250 kg minbomb m/40 – Denna variant var skarp och fylld med sprängämne.
- 250 kg minbomb m/40 blind – Denna variant var blind, och var menad för övning med att ladda flygplan med 250 kg minbomb m/40. Den var av samma konstruktion som grundbomben men hade barlast av betong istället för sprängämne. De var målade ljusgråa till skillnad från de skarpa bomberna som var mörkgrå.

### Webbkällor
- Krigsmaterielproduktion vid Aktiebolaget Svenska Järnvägsverkstäderna i Linköping